# Gymnothorax castaneus
Gymnothorax castaneus – gatunek morskiej ryby węgorzokształtnej z rodziny murenowatych (Muraenidae).

## Występowanie
Żyje w Pacyfiku. Występuje w wodach od Zatoki Kalifornijskiej do Ekwadoru, w tym przy wyspach Galapagos.

## Charakterystyka
Gymnothorax castaneus dorasta do około 1,5 m długości. Jest koloru brązowego, lub zielonego. Żyje w wodach o głębokości między 3 m a 36 m. Żeruje nocą, w ciągu dnia ukrywa się w szczelinach skalnych.

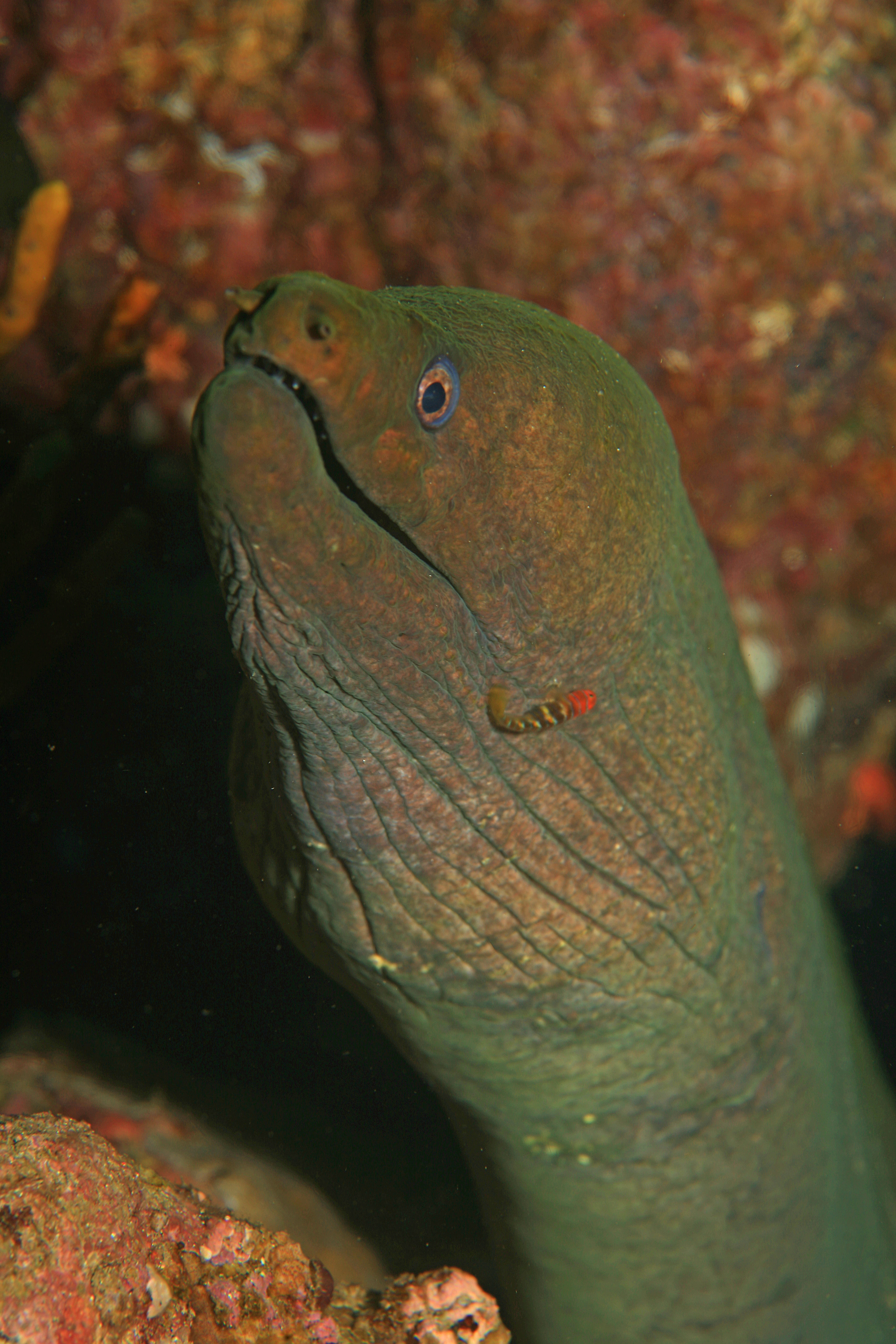
Gymnothorax castaneus